# Liuixalus ocellatus
Espèce
Synonymes
- Philautus ocellatus Liu & Hu, 1973

Statut de conservation UICN

 VU  : Vulnérable
Liuixalus ocellatus est une espèce d'amphibiens de la famille des Rhacophoridae.

## Répartition
Cette espèce est endémique des régions montagneuses de la province du Hainan en Chine. Elle est présente entre 320 et 1 080 m d'altitude,.

## Publication originale
- Liu, Hu, Fei & Huang, 1973 : On collections of amphibians from Hainan Island. Acta Zoologica Sinica, vol. 19, no 4, p. 385-404.